# Xã West Holman, Quận Osceola, Iowa
Xã West Holman (tiếng Anh: West Holman Township) là một xã thuộc quận Osceola, tiểu bang Iowa, Hoa Kỳ. Năm 2010, dân số của xã này là 2.106 người.